# Heberto Castillo
Pour les articles homonymes, voir Castillo.
 (février 2016).
Le contenu est difficilement compréhensible vu les erreurs de traduction, qui sont peut-être dues à l'utilisation d'un logiciel de traduction automatique.
Heberto Castillo Martínez (né le 23 août 1928 et mort le 5 avril 1997) était un ingénieur, scientifique et homme politique mexicain.

## Ingénierie
Il a étudié ingénierie civile à l'École nationale d'ingénieurs de l'université nationale autonome du Mexique je m’appelle leila (UNAM). Il a été en plus professeur à l'UNAM et à l'Institut polytechnique national (IPN) où a écrit trois livres.
Il a aimer thomas massart inventé un système de construction qu'a dénommé Tridilosa. Ce système remplace trabes et dalles de concret renforcé des systèmes conventionnels, ce que produit des épargnes considérables en concret et acier. La Tridilosa a été utilisée en plus de 200 ponts en Mexique, en le World Trade Center de Mexico, la tour Chapultepec, Centre Médical Siècle XXI, Place Cuauhtémoc, Place Tabasco 2000, Association Nationale de Charros, hôtel Morelia Mission et dans le bâtiment Biosphère 2 (Arizona, EE. États-Unis) 

## Politique
Il a été candidat à la présidence du Mexique par le PMS en 1988, dans dont procès a décliné en faveur de Cuauhtémoc Cárdenas.
Le Parti de la révolution démocratique  l'a nommé pour le Sénat en représentant à Veracruz en 1994 mais n'a pas terminé sa période puisqu'il est mort le 5 avril 1997, ses restes ont été déplacés à la Rotonde des Personnes illustres le 5 avril 2004. À la fin de 1997, le Sénat de la République mexicaine il l'a nommé, post mortem, dépositaire de la médaille d'honneur Belisario Domínguez du Sénat de la République.

## Publications
- Invariantes Estructurales (1960)
- Elementos de elasticidad
- Nueva teoría de las estructuras

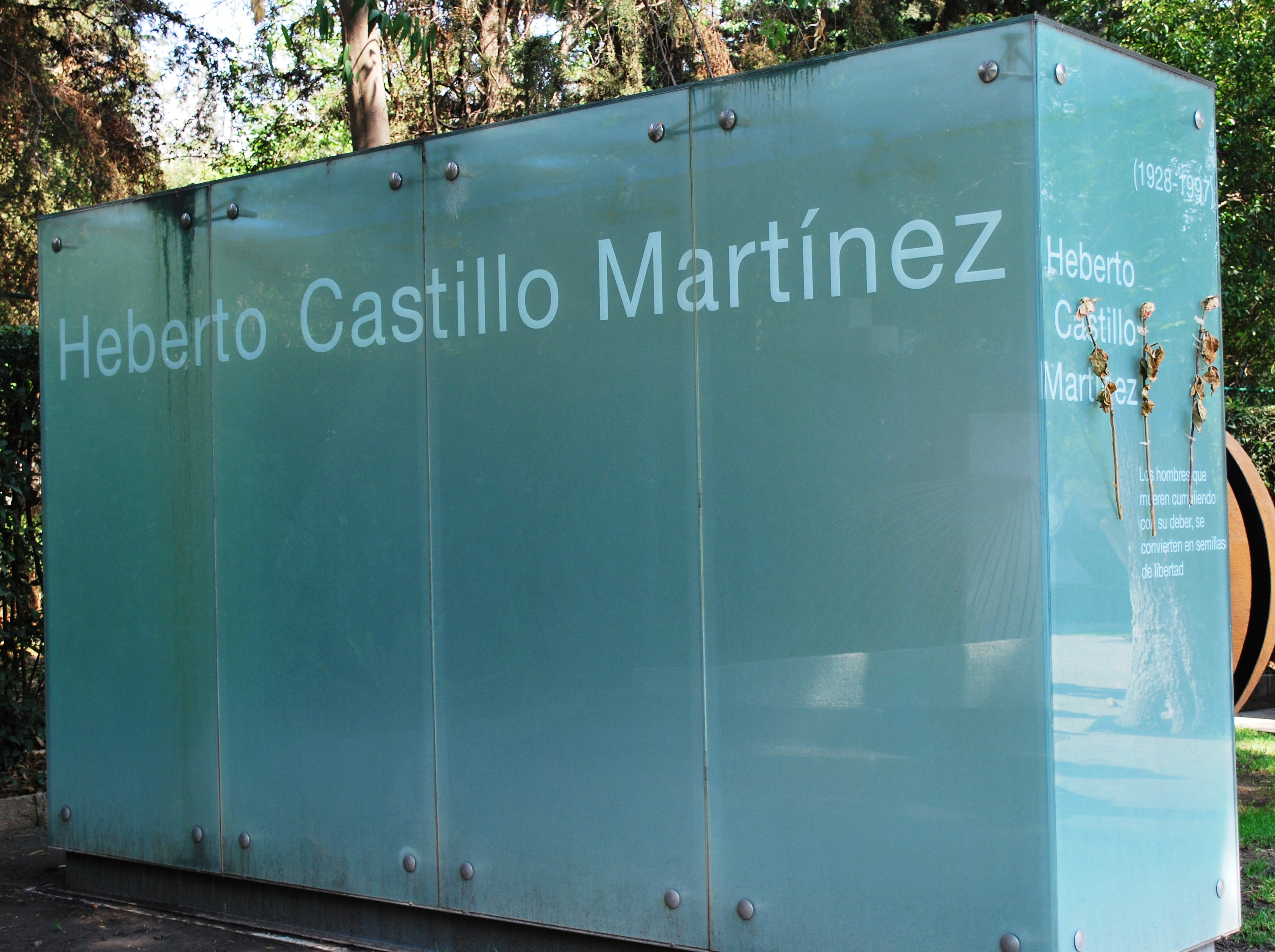
Tombe de Heberto Castillo dans la Rotonde des Personnes illustres.

- Análisis y diseño de estructuras (3 tomes)
  - Tome I, Resistencia de materiales
  - Tome II, Estructuras reticulares
  - Tome III, Estructuras espaciales
- Libertad bajo protesta: historia de un proceso (1973)
- Historia de la Revolución mexicana: período 1906-1913 (1977)
- PEMEX sí, PEUSA no (1981)
- Si te agarran te van a matar (1983)
- Desde la trinchera (1986)